# Boehmeria tricuspis
Boehmeria tricuspis là loài thực vật có hoa trong họ Tầm ma. Loài này được (Hance) Makino mô tả khoa học đầu tiên năm 1912.